# وسلی کولهوف
وسلی کولهوف (هلندی: Wesley Koolhof؛ زادهٔ ۱۷ آوریل ۱۹۸۹) تنیس‌باز اهل هلند است.